# Cnidoscolus quercifolius
Faveleiro ou favela, popularmente também chamada de faveleira ou mandioca-brava , é uma planta da família das euforbiáceas. Trata-se de um arbusto dotado de espinhos e flores brancas, dispostas em cimeiras. O fruto é uma cápsula que contém sementes,  oleaginosas  e alimentícias, semelhantes às sementes de fava. Daí, os nomes "favela", "faveleiro" e "faveleira". É endêmica do Brasil, distribuindo-se entre os estados do Piauí, Ceará, Rio Grande do Norte, Paraíba, Pernambuco, Alagoas, Sergipe, Bahia, e São Paulo.
O faveleiro ou favela (Cnidosculos phyeacanthus, Martius), cujo estudo foi iniciado em 1937 pelo botânico Philipp von Lützelburg, é uma árvore de 3 a 5m de altura, espinhenta, da família das euforbiáceas, que vegeta na caatinga e no sertão de solo seco, pedregoso, sem húmus, sem cobertura protetora, exposta à forte irradiação e calor médio de 25 graus, em associação com pinhão-bravo, maniçobas, marmeleiros, pereiro, xique-xique e cansanção.
Ela aparece em grande quantidade no sertão e caatingas do Piauí, Ceará, Rio Grande do Norte, Paraíba, Pernambuco e Bahia.
Luetzelburg, que mais estudou a xerofilia da vegetação nordestina, esclareceu, com os seus trabalhos, ainda não publicados, a razão por que as plantas resistem à seca e ressurgem fisiologicamente com folhas, flores e frutos, mal aparecem as primeiras chuvas.
Além da queda das folhas, diminuição de superfície folhear, proteção dos estômatos com pelos contra o excesso de evaporação, abundância de cortiça no caule, etc. há ainda outro meio mais eficaz de o vegetal lutar contra a seca e que é o armazenamento de reservas alimentícias em formas disfarçadas no caule e nas raízes (xilopódios, raízes engrossadas, tubérculos).
O faveleiro, demonstrou aquele botânico, como outras plantas xerófilas, possui raízes tuberculadas, xilopódios, com reservas alimentares elaboradas durante as chuvas mediante a fotossíntese nas folhas e minerais absorvidos pelas raízes; essas reservas acumulam-se nos órgãos subterrâneos para manutenção do vegetal na seca e permitir o aparecimento de novas folhas, flores e frutos.
As raízes, engrossadas, tuberculadas, são revestidas externamente de camadas suberosa forte, impregnada de suberina gordurosa, impermeável, e internamente contém um líquido viscoso composto de amido, água, ácidos orgânicos, mucilagem, cristais de oxalato de cálcio, carbonatos, fosfatos e açúcares diversos.
Assim, as plantas do sertão são previdentes, guardando seus alimentos para as épocas de escassez. O matuto precisa também aprender com as árvores a armazenar reservas alimentícias para atravessar a seca.

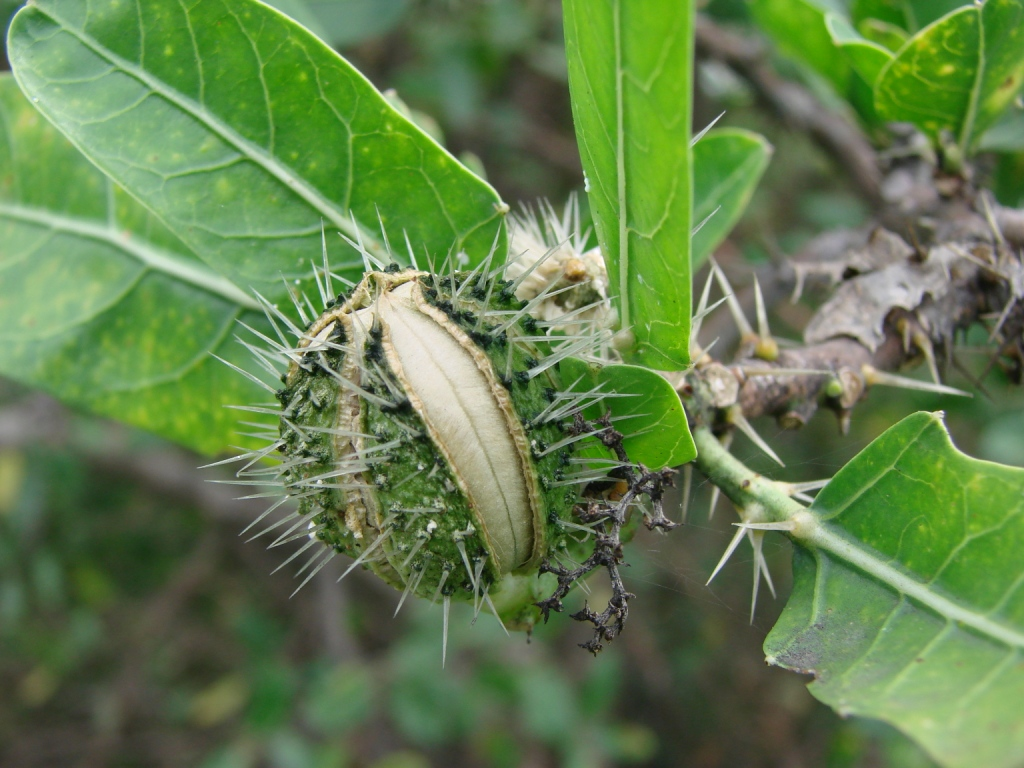
Semente da faveleira.

A favela floresce em janeiro e fevereiro e os frutos estão maduros de maio a julho. As flores são hermafroditas, brancas, de 4mm de diâmetro e em cachos; os frutos são deiscentes e as sementes têm alguma semelhança com a da mamona. A árvore, cortada em qualquer parte, exuda uma seiva branca, semelhante a um látex, pegajosa, e que, uma vez seca, se torna quebradiça.

O faveleiro é uma árvore de grande valor industrial por causa de suas sementes oleaginosas e alimentícias. Suas sementes, e o óleo que produzem, são próprios para o consumo humano. Da semente, rica em proteínas, é feita farinha que pode ser empregada na fabricação de pães e massas. Suas proteínas podem ser empregadas na fabricação de patês, salsichas e linguiças. O químico Luiz Augusto de Oliveira e os agrônomos Manoel Aldes de Oliveira e Roberto Carvalheira, do Serviço Agroindustrial, em São Gonçalo, fizeram os estudos dessa planta; as análises do laboratório nos deram o teor do óleo suas características e a composição alimentícia da torta.
Análise do óleo
Óleo extraído das amêndoas c/solvente ....51,9% 
Índice de saponificação ..............................192,6
Índice de acidez ............................................0,67 
Acidez ácido oleico .......................................0,38
Densidade 15% .......………..........................0,9226
Índice de refração nD20 ........................... 1,4718
O óleo é fino, cor semelhante à da água e pode ser usado para alimenta- ção, pois o flagelado come a semente quebrada com farinha.
Análise da torta
Umidade ................................................... 2,98%
Matérias minerais......................................  8,32%
CaO ........................................................... 0,68%
P205 (anidro fosfórico) ............................ 4,28% 
Proteínas ................................................. 66,31%
Açúcares reduzidos (glicose) .................. 3,58%